# Шоршелское сельское поселение
Шоршелское се́льское поселе́ние — упразднённое муниципальное образование в Мариинско-Посадском районе Чувашии Российской Федерации.
Административным центром являлось  — село Шоршелы.

## География
Шоршелское сельское поселение образовано с учётом исторически сложившихся земель населенных пунктов, прилегающих к ним земель общего пользования, традиционно сложившихся границ, традиционного природопользования населения по сельским территориям, сельскохозяйственным земельным угодьям, живым урочищам, лесным кварталам, включая земли лесофондов, рекреационных земель, земель для развития поселений.

## История
Статус и границы сельского поселения установлены Законом Чувашской Республики от 24 ноября 2004 года № 37 «Об установлении границ муниципальных образований Чувашской Республики и наделении их статусом городского, сельского поселения, муниципального района и городского округа»Упразднено законом от 29 марта 2022 года в рамках преобразования муниципального района со всеми входившими в его состав поселениями путём их объединения в муниципальный округ[3].

## Население
| 2010  | 2012  | 2013  | 2014  | 2015  | 2016  | 2017  |
| ----- | ----- | ----- | ----- | ----- | ----- | ----- |
| 1732  | ↗1736 | ↘1726 | ↘1713 | ↘1703 | ↘1664 | ↘1646 |
| 2018  | 2019  | 2020  | 2021  |       |       |       |
| ↘1596 | ↗1608 | ↗1632 | ↘1606 |       |       |       |

## Состав сельского поселения
| № | Населённый пункт | Тип населённого пункта       | Население |
| - | ---------------- | ---------------------------- | --------- |
| 1 | Анаткасы         | деревня                      | ↗100      |
| 2 | Большое Камаево  | деревня                      | ↗273      |
| 3 | Ельниково        | деревня                      | ↗202      |
| 4 | Кочино           | деревня                      | ↗114      |
| 5 | Малое Камаево    | деревня                      | ↗313      |
| 6 | Шоршелы          | село, административный центр | ↗995      |

## Местное самоуправление
Административный аппарат муниципалитета расположен в с. Шоршелы на 1 этаже здания ООО «Союз» по адресу 429584, Чувашская Республика, Мариинско-Посадский район, с. Шоршелы, ул. 30 лет Победы, 18.

## Муниципальные символы
24 ноября 2006 года Собрание депутатов Шоршелского сельского поселения утвердило муниципальные символы поселения. Автор герба и флага муниципального образования — В. А. Шипунов. Флаг сельского поселения внесён в Государственный геральдический регистр под № 2823.
В гербе поселения изображён тонкий волнистый золотой пояс, продетый в ушко серебряной фигуры, образованной из двух ключей с единым ушком, причем ключи расходятся от общего ушка вверх наискось, и сопровожденный вверху серебряным соколом, держащим в лапах золотой прямой равносторонний вырубной крест.
Флаг представляет собой голубое полотнище с соотношением ширины к длине 2:3, несущее изображения фигур из герба поселения.
Голубой (синий) цвет в сочетании с серебром означает победу. Изображение сокола, в лапах которого сияет золотая звезда, здесь не случайна, ведь «Сокол» — это позывной А. Г. Николаева — третьего космонавта СССР, уроженца села Шоршелы.
Два серебряных ключа с единым ушком символизируют родники, светлые ключи родной земли, а волнистая золотая полоска, пронизывающая ушко — это река Цивиль, на которой стоит родное село космонавта. Серебро — символ благородства, чистоты, справедливости, великодушия. Лазоревое (голубое) поле щита — символ красоты, чести, славы, любви к родине, чистого неба. Золото олицетворяет солнце — источник жизни и богатства, как материального, так и духовного.
В настоящее время наличие ключей на гербе и флаге многими считается нелогичным и ошибочным. Даже если принять неверное, но привычное объяснение, что название села произошло от словосочетания «Шурă çăл», что означает «Белый ключ», в смысле чистый или светлый ключ, то под ключом подразумевается источник воды, но никак не ключ от замка — слово, являющееся простым омонимом.

## Культура, образование и здравоохранение
На территории поселения расположено 12 организаций непроизводственной сферы:
- Шоршелский Дом народного творчества с. Шоршелы;
- Больше-Камаевский сельский клуб в д. Большое Камаево;
- Мало-Камаевский культурно-досуговый центр в д. Малое Камаево;
- средняя общеобразовательная школа в с. Шоршелы;
- дошкольное образовательное учреждение;
- врачебная амбулатория;
- 2 фельдшерско-акушерских пункта;
- 2 сельские библиотеки;
- модельная библиотека.

## Экономика
На территории поселения расположены:
- сельскохозяйственное предприятие ООО «Союз»;
- отделение связи;
- 3 магазина ТПС.
- ООО "Промкомплект" изготовление и поставка нестандартизированного оборудования